# مدير المعلومات الشخصية

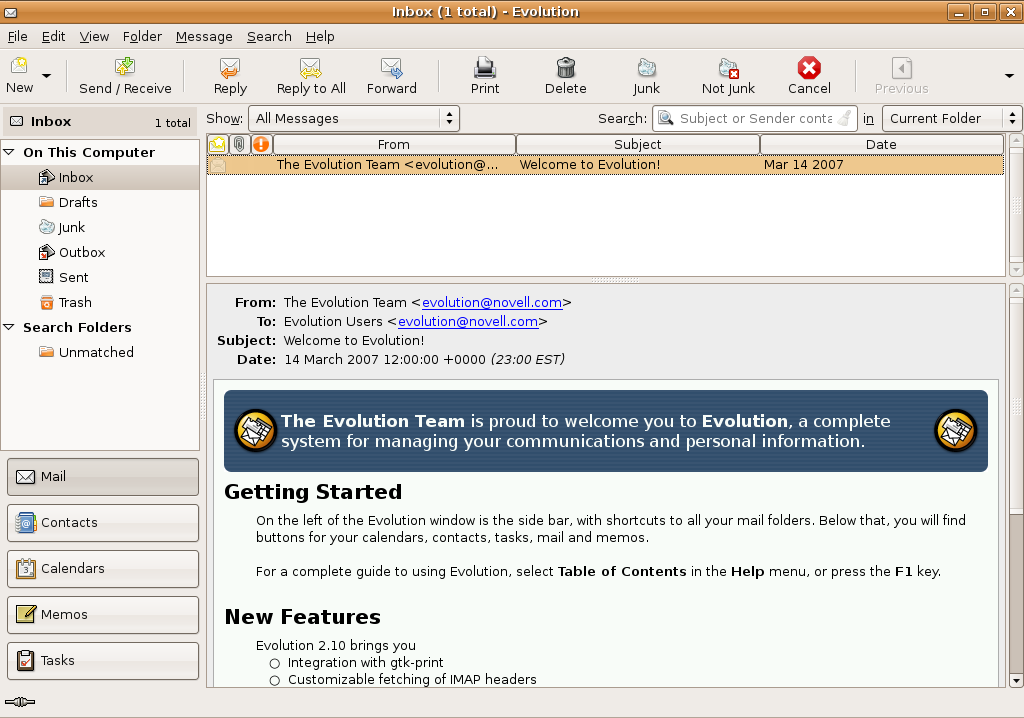
مُدير المعلومات الشخصيَّة «إيفوليوشن» إصدار 2.12 على نظام أوبونتو

برنامج إدارة المعلومات الشخصية أو مُدير المعلومات الشخصيَّة (PIM) هو برنامج حاسوب يُنظِّم المعلومات الشخصية للمُستخدم، ويتضمَّن مجموعة مُجَدولة مِن الأحداث ودليل عناوين لجهات الاتصال وقائِمة مهام. يمكن أيضًا تضمين البريد الإلكتروني والملاحظات النصيَّة و/أو الملاحظات الصوتية والتنبيهات (التذكيرات). تسمح بعض الهواتف المحمولة بمُزامَنة بياناتها عبر مُدير المعلومات (تلقائيًّا أحيانًا) على جهاز كمبيوترٍ ما، و/أو على شبكة الإنترنت.
مِن الأمثلة على برمجيَّات إدارة المعلومات الشخصيَّة لأنظمة لينُكس هيَّ إيفوليوشن وسبايسبيرد ‏ وتشالندر [الإنجليزية] وكونتيكت [الإنجليزية].

## انظُر أيضًا
- قائمة مديري المعلومات الشخصية [الإنجليزية]
- إدارة المعلومات
- نظم معلومات
- مدير كلمة المرور
- إدارة المعلومات الشخصية
- قاعدة المعرفة الشخصية
- منظم شخصي
- ويكي شخصي [الإنجليزية]